# Kekexili-Vulkangruppe
Die Kekexili-Vulkangruppe oder Hoh-Xil-Vulkangruppe (chinesisch 可可西里火山群, Pinyin Kěkěxīlǐ huǒshānqún; englisch Hoh Xil volcanic zone) des Hoh Xil Shan (Hoh Xil) liegt innerhalb des Hoh Xil-Bayan Har-Massifs (可可西里-巴颜喀拉地块) des nördlichen Qinghai-Tibet-Plateaus. 